# Nitjego litjnogo
Nitjego litjnogo (russisk: Ничего личного) er en russisk spillefilm fra 2007 af Larisa Sadilova.

## Medvirkende
- Valerij Barinov som Zimin
- Zoja Kajdanovskaja som Irina
- Marija Leonova
- Shukhrat Irgasjev
- Natalja Kotjetova